# Lomographa pictata
Lomographa pictata là một loài bướm đêm trong họ Geometridae.